# آبشار فروت‌لند
آبشار فروت‌لند (به انگلیسی: Fruitland Falls) آبشاری است که در همیلتون (انتاریو)، کانادا واقع شده و ارتفاع کلی ریزشگاه آن ۸٫۵ متر (۲۸ فوت) است.